# Ravno Pole, Sofia
Ravno Pole (în bulgară Равно Поле) este un sat în comuna Elin Pelin, regiunea Sofia,  Bulgaria. 

## Demografie
Componența etnică a satului Ravno Pole
     Bulgari (91,15%)
     Nicio identificare (7,83%)
     Altele (1%)
La recensământul din 2011, populația satului Ravno Pole era de 1.493 locuitori. Din punct de vedere etnic, majoritatea locuitorilor (91,15%) erau bulgari. Pentru 7,83% din locuitori nu este cunoscută apartenența etnică.